# Daemon Tools
DAEMON Tools (forkortelse af det engelske Disk And Execution MONitor Tools) er et stykke disk image-emulator-software til Microsoft Windows. Programmet findes i flere udgaver, hvor Lite-udgaven er gratis til personligt brug hjemme (ikke-kommercielt brug), men ellers er man forpligtet til at købe en licens, for at anvende programmet.
DAEMON Tools kan benyttes til at skabe (emulere) virtuelle cd-/dvd-drev ved hjælp af image-filer. DAEMON Tools fungerer med filformaterne .bin/.cue, .mdf/.mds, .iso, .bwt, .cdi, .b5t, .ccd, .nrg, .pdi og .img.
I praksis indebær dette, at man ved hjælp af et andet program kopierer en cd- eller dvd-skive over på harddisken i form af en imagefil, som efterfølgende kan åbnes direkte ved brug af Daemon Tools, der fortæller computeren at skiven sidder i et cd/dvd-drev, der ikke er fysisk til stede.